# Mungbere
Mungbere ist ein Ort in der Provinz Haut-Uele im Nordosten der Demokratischen Republik Kongo. Nationalsprache ist Lingála.
Mungebere befindet sich an der nördlichen Waldgrenze des Ituriwaldes, etwa 1,6° nördlich des Äquators auf rund 900 Metern über Meer. Hier wechselt die Flora zu den weiten Lichtungen der Savanne. Es herrscht feuchtes Äquatorklima.

## Bevölkerung
Der Ort hatte Mitte der 1970er-Jahre rund 5000 christliche Einwohner, deren Anzahl sich bis 2007 verdoppelte. 47 % der Einwohner sind unter 15 Jahre alt. Der Großteil der Bevölkerung sind Bantu und Niloten. Andere Ethnien sind Mitte der 1980er-Jahre zur Arbeit auf den zahlreichen Kaffee-Plantagen zugewandert. Die Pygmäen sind eine vernachlässigte Minderheit. In den letzten zwanzig Jahren ist angefangen worden, sie in ein spezifisches Programm einzubinden, welches vor allem Schulbildung und das Gesundheitswesen umfasst.

## Gesundheitswesen
Seit 1980 befindet sich hier ein vom Bistum Wamba betriebenes Krankenhaus mit 120 Betten, 27 Krankenschwestern und drei Ärzten. Es hat eine medizinische, eine chirurgische, eine ostetrische, eine pediatrische und eine neonatologische Abteilung und wird vom Orden der Comboni-Missionare geleitet.
Sechzehn Krankenschwestern arbeiten in fünf Krankenstationen in der weiteren Umgebung.

## Verkehr
Mungbere ist Endstation der von Isiro kommenden Kongolesischen Nebenbahn, welche jedoch nur noch sehr selten verkehrt. Der Straßenzustand gilt als äußerst prekär.

## Wirtschaft
Durch die schlechte Verkehrsinfrastruktur und das geringe Einkommen von «deutlich weniger» als 1 $ pro Tag ist die Wirtschaft schwach. Außerdem ist ein Zehntel der Bevölkerung an AIDS erkrankt.